# Internet Explorer Developer Tools
Internet Explorer Developer Tools (ранее известные как Internet Explorer Developer Toolbar), является компонентом Internet Explorer, который помогает в разработке и отладке веб-страниц. Он был введен в качестве панели инструментов для Internet Explorer 6 и 7. С Internet Explorer 8 средства разработки встроены в браузер. Он позволяет проверять CSS и HTML, осуществлять предварительный просмотр макета страницы в различных разрешениях, а также предлагает линейку (в пикселей), чтобы помочь в позиционировании элементов. Это позволяет просматривать исходный код HTML всей страницы или её выбранного элемента, в том числе DOM и CSS свойства элементов.
Панель инструментов включает в себя отключаемую панель в нижней части окна. Панель показывает структуру веб-страницы, свойства элементов и их стили в виде иерхических деревьев, что позволяет быстро найти нужные элементы, включая функции JavaScript и DOM-элементы.  Это подвергает своих возможностей через иерархию меню, а также включает в себя кнопки на панели инструментов для быстрого доступа к функциям, как очистить кэш браузера и позволяет на этапе выбора элементов, нажав на отображаемой странице, а не навигации по визуальным представлением DOM дерева.